# Митра, Прабир
Прабир Митра (бенг. প্রবীর মিত্র, также известный, как  Хасан Имам бенг. হাসান ইমাম; 18 августа 1941, Чандина, Британская Индия — 5 января 2025, Дакка) — бангладешский актёр. В 1982 году он стал лауреатом Национальной кинопремии Бангладеш за лучшую мужскую роль второго плана в фильме Boro Bhalo Lok Chhilo. В 2018 году — награждён Национальной кинопремией Бангладеш за выдающиеся достижения в кинематографе. ЗА свою карьеру актёр снялся более чем в 400 фильмах.

## Биография
Митра родился 18 августа 1941 года в Чандине или Чандпуре, в доме своего дяди по материнской линии, и был старшим из четырех детей в семье бизнесмена Гопендры Наярана Митры и его жены Омиабалы Митры. Будущий актёр вырос в Дакке, где учился в школе Погосе вместе с А. Т. М. Шамсуззаманом.
Ещё в школе Митра увлёкся театром и вместе с другими ребятами сформировал театральную группу «Лалкути». Окончив школу, он поступил в колледж Джаганнатха, а после него в Институт статистических исследований и обучения при Университете Дакки.
В 1969 году Митра впервые снялся в кино, заменив отсутствующего актёра на съёмках фильма Jolchobi. Фильм вышел на экраны в марте 1971 года, а через три дня после этого началась операция «Прожектор», направленная против членов народно-освободительного движения. Актёр и его семья предпочли на время уехать в Индию и смогли вернуться только через два года.
Ранее индуист, во время своей свадьбы Митра принял ислам и взял имя Хасан Имам. Его жена, мусульманка Селина Хоссейн, в свою очередь взяла себе индуистское имя на Аджанта Митра, но религию менять не стала. У них было четверо детей: дочь Рипа (Фердоус Парвин) и три сына: Митхун, Нипун (Сифат Ислам) и Акаш (Самиул Ислам). Супруга актёра умерла в 2000 году, а его старший сын — в 2012 году. 
Прабир Митра скончался 5 января 2025 года в возрасте 83 лет. Поскольку он был мусульманином, его похороны и погребение прошли по всем исламским обрядам. Первый джаназа-намаз для ветерана-актёра состоялся в Кинокорпорации развития (FDC) после молитвы Зухр. Второй намаз-джаназа состоялся в здании телеканала «Channel i». Позже его тело было похоронено на кладбище Азимпур.

## Избранная фильмография
- «Река по имени Титаш» (1973)
- Nawab Sirajuddaula (1989)
- «Рути» (1996)
- Buk Fatey To Mukh Foteyna (2012)
- Nekabborer Mohaproyan (2014)
- Shankhachil (2016)